# Ullensvang
Ullensvang és un municipi situat al comtat de Vestland, Noruega. Té 3.401 habitants (2016) i la seva superfície és de 1.398,52 km². El centre administratiu del municipi és el poble de Kinsarvik.
La major part de la població d'Ullensvang es troba just a l'oest del Parc Nacional de Hardangervidda, que cobreix gran part de l'altiplà Hardangervidda, l'altiplà de muntanya més alt d'Europa. La majoria dels habitants viuen als vessants de les muntanyes i a les estretes valls costaneres al llarg del fiord de Hardanger i el Sørfjorden.
La Carretera Nacional Noruega 13 és una de les principals carreteres que van a través del municipi, i creua el fiord de Hardanger a través del pont homònim a l'extrem nord del municipi.

## Informació general

### Nom
El municipi (originalment la parròquia) duu el nom de l'antiga granja Ullensvang (en nòrdic antic: Ullinsvangr), ja que l'església d'Ullensvang va ser construïda allà. El primer element és el cas genitiu del nom del déu nòrdic Ullin (forma alternativa d'Ull). L'últim element és vangr que significa "camp" o "prat".

### Escut d'armes

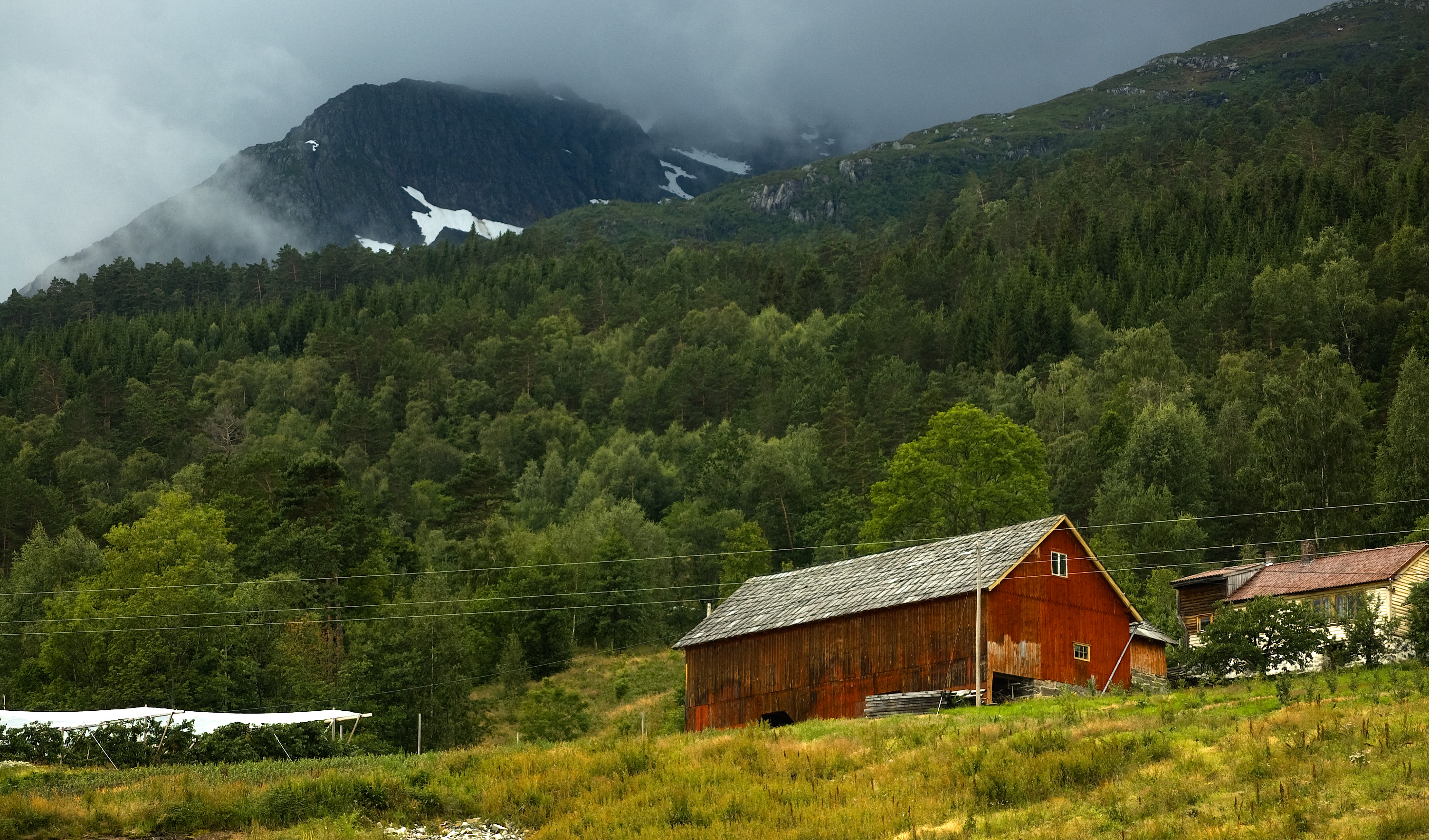
Una granja de muntanya d'Ullensvang.

L'escut d'armes se'ls va concedir el 8 de novembre de 1979. L'escut és de color vermell amb una ratlla daurada horitzontal al mig, amb tres dissenys d'or de la flor de lis (dos damunt la ratlla i un a sota). L'escut municipal deriva de l'escut del noble de la zona, Sigurd Brynjulvsson Galte, que es pot veure en la seva tomba que data del 1302 a l'església local. Com que és la làpida més antiga de l'església, l'escut és ben conegut al poble i, per tant, es va escollir l'escut d'aquest cavaller com a escut municipal.

### Esglésies
L'Església de Noruega té tres parròquies (sokn) al municipi d'Ullensvang. És part del denegat de Hardanger og Voss a la Diòcesi de Björgvin.
| Parròquia (Sokn) | Nom                   | Localització | Any de construcció |
| ---------------- | --------------------- | ------------ | ------------------ |
| Kinsarvik        | Església de Kinsarvik | Kinsarvik    | 1150               |
| Ullensvang       | Església d'Ullensvang | Lofthus      | 1250               |
| Utne             | Església d'Utne       | Utne         | 1895               |

## Geografia

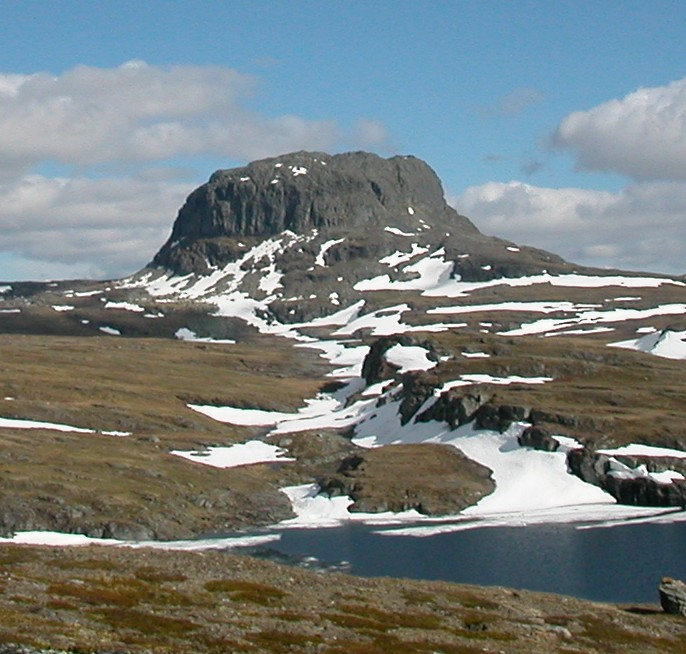
Hårteigen (1.690 m), una característica muntanya de la zona.

El municipi d'Ullensvang està situat a les ribes del fiord de Hardanger i el Sørfjorden, que s'estenen fins a la glacera Folgefonna, situada a la part occidental del municipi, al Parc Nacional de Folgefonna. El municipi també inclou una part del vast altiplà de Hardangervidda a l'est, incloent part del Parc Nacional de Hardangervidda. Els llacs de Kvensjøen i Veivatnet, així com la muntanya Hårteigen, estan situats a la part de l'altiplà que pertany a Ullensvang.

## Atraccions
Ullensvang és el principal centre proveïdor de fruita de Noruega, especialment cireres i pomes. Cada estiu s'hi realitza un festival d'estiu dedicat a les cireres, que inclou una competició a escala nacional d'escopida de pinyols de cirera. El rècord que és de 14.24 m i l'ostenta S. Kleivkaas.
Cada mes de maig s'hi realitza un festival musical a l'Hotel Ullensvang (construït el 1846), que convoca músics d'arreu de Noruega. El famós compositor Edvard Grieg ha passat nombrosos estius al municipi, i el festival es realitza en honor seu. Durant l'estiu la població del municipi es duplica, a causa de l'afluència turística.
A més, són interessants les visites a l'església medieval d'Ullensvang a Lofthus (construïda al voltant del 1250), i l'església de Kinsarvik (construïda cap a 1150). També hi ha diverses cascades com ara Skrikjofossen, i els museus d'Aga, Utne, i Skredhaugen. Durant la temporada de les flors al maig molts turistes concorren la zona.